# ST Engineering
ST Engineering (Singapore Technologies Engineering) ist ein singapurischer Rüstungs- und Technologiekonzern. 
Die Unternehmensgruppe, die sich mehrheitlich in der Hand der Staatsholding Temasek befindet, entwickelt und produziert land-, luft- und marinebasierte Verteidigungssysteme und bietet Dienstleistungen in diesen Bereichen an. Weiterhin werden zivile Produkte, wie beispielsweise Softwarelösungen für das Internet der Dinge, entwickelt. ST Engineering bezeichnet sich selbst als einer der weltgrößten Anbieter von MRO-Dienstleistungen (Maintenance, Repair, Overhaul) für Luftfahrzeuge aus der zivilen Luftfahrt. Über 50 % des Konzernumsatzes werden mit zivilen Produkten und Dienstleistungen erwirtschaftet.
Das Unternehmen Chartered Industries of Singapore wurde 1967 gegründet, um 5,56 × 45 mm-Munition für die M16-Gewehre der Streitkräfte Singapurs zu produzieren. In den Jahren 1968 und 1969 wurden die Gesellschaften Singapore Shipbuilding and Engineering und Singapore Electronic & Engineering gegründet, die die Vorgänger der heutigen Konzerndivisionen ST Marine und ST Electronics darstellen und zum Bau und der Reparatur von Schiffen der Marine sowie zur Entwicklung von elektronischen Komponenten für die Streitkräfte dienen sollten. Ebenfalls 1969 wurde zusammen mit der Lürssen Werft die erste große Ausschreibung für die Entwicklung und den Bau von vier Kanonenbooten im Auftrag des singapurischen Verteidigungsministeriums gewonnen. Im Jahr 1971 erfolgte die Formierung der Sparte Singapore Automotive Engineering (heute ST Kinetics) für die Instandhaltung schwerer militärischer Landfahrzeuge und 1975 die Gründung des Tochterunternehmens Singapore Aerospace Maintenance Co. (heute ST Aerospace), das Wartungsaufgaben an den Luftfahrzeugen der singapurischen Streitkräfte übernahm, die bis zu diesem Zeitpunkt von der Lockheed Aircraft Services Company übernommen worden waren. Ab dem Jahr 1990 wurde die Corporate Identity forciert, wodurch alle Konzernsparten einheitliche Namen und Logos annahmen. Etwa zur selben Zeit begann eine teilweise Privatisierung der Unternehmen durch einen Gang an die singapurische Börse. Dieser Umbruch wurde durch eine allgemeine Diversifizierung des Geschäfts und einen weiteren Vorstoß in zivile Geschäftsbereiche begleitet. Erst 1997 wurden die vier Unternehmen ST Aerospace, ST Shipbuilding & Engineering (heute ST Marine), ST Electronic & Engineering (heute ST Electronics) und ST Automotive (heute ST Kinetics) zur Singapore Technologies Engineering Ltd. verschmolzen. ST Engineering wurde sofort zu einem der größten Unternehmen mit Notierung an der Singapore Exchange.